# Észak-amerikai kalmár
Az észak-amerikai kalmár (Doryteuthis opalescens) a fejlábúak (Cephalopoda) osztályának a kalmárok (Teuthida) rendjébe, ezen belül a Loliginidae családjába tartozó faj.
Korábban a Loligo nembe sorolták, Loligo opalescens néven.

## Előfordulása
Az észak-amerikai kalmár Észak-Amerika nyugati partjai előtt mindenütt megtalálható a melegebb vizekben, Alaszkától és San Franciscótól délre egészen Mexikóig találkozhatunk vele. A kalmárokat minden évben intenzíven halásszák, de a halászatot szigorúan ellenőrzik. Az észak-amerikai kalmár csekély mértékben veszélyeztetett faj.

## Megjelenése

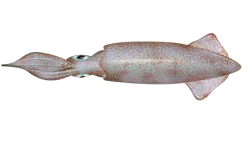
Kifejlett példány

Az észak-amerikai kalmár hossza fejjel együtt 20 centiméter. Az állatnak van nyolc darab 5 centiméter hosszú karja, illetve két hosszabb fogókarja, melyeket 20 centiméterre tud kinyújtani. A két hosszabb fogókar, a zsákmány megragadásában játszik szerepet. Minden kalmár faj karjain tapadókorongok helyezkednek el, amelyekkel az állat szilárdan megragadhatja áldozatát. A karok között középen van a kalmár szája, a szarusodott „papagájcsőr”, amellyel széttépi a zsákmányát. Két jól fejlett szemével jól lát a mélyben is.

## Életmódja
Az észak-amerikai kalmár rendszerint magányosan él. A párzási idényben viszont óriási rajokba verődnek össze. Tápláléka túlnyomórészt halakból áll. Az észak-amerikai kalmár 3 évig él.

## Szaporodása
Az ivarérettséget 3 éves korban éri el. A párzási időszak márciusban van, a holdfényes éjszakák alatt. A kalmár 200-300 petét helyez el egy tömlőszerű burokban, minden nőstény körülbelül 20 ilyen tömlőt készít. A párzást követően a kalmárok hamarosan elpusztulnak. A kis kalmárok 3-4 hét múlva kelnek ki.